# Salix bicarpa
Salix bicarpa är en videväxtart som beskrevs av Takenoshin Nakai. Salix bicarpa ingår i släktet viden, och familjen videväxter. Inga underarter finns listade i Catalogue of Life.